# بی‌غیرت ارجمند
بی‌غیرت ارجمند (ایتالیایی: Il magnifico cornuto) یک فیلم کمدی جنسی ایتالیایی به کارگردانی آنتونیو پیترانجلی است که در سال ۱۹۶۴ منتشر شد. نیویورک تایمز این فیلم را «کمی سرگرم‌کننده» دانست.

## گزیدهٔ بازیگران
- کلودیا کاردیناله
- اوگو تونیاتسی
- برنار بلیه
- میشل ژیراردون
- پل گرس
- فیلیپ نیکو
- جان ماریا ولونته
- خوزه لوئیس د ویلایونگا
- استر کارلونی
- ادا فرونائو
- سوزی آندرسن